# Wang Jianjiahe
Wang Jianjiahe (traditioneel Chinees: 王簡嘉禾, hanyu pinyin: Wáng Jiǎnjiāhé) (Anshan, 17 juli 2002) is een Chinees zwemster. Ze vertegenwoordigde de Volksrepubliek China op de Aziatische Spelen 2018 in Jakarta, haar eerste grote internationale kampioenschappen langebaanzwemmen. Wang concentreert zich met name op de langere afstanden vrije slag.

## Carrière
Wang begon op vijfjarige leeftijd met zwemmen. Op vijftienjarige leeftijd begon ze deel te nemen aan de wereldbekerwedstrijden. In oktober 2017 zwom ze een nieuw wereldjeugdrecord op een van haar beste afstanden, de 800 meter vrije slag, bij de wereldbekerwedstrijden kortebaanzwemmen in Doha. Ze versloeg daarmee Li Bingjie, leeftijdsgenote en directe concurrente op de langere afstanden. Zo verbeterde in november 2017 Wang het wereldjeugdrecord op de 400 meter vrij, waarop Li enkele dagen later het record verder aanscherpte. In april 2018 versloeg Wang Li op de Chinese nationale kampioenschappen.
In de zomer van 2018 werd Wang Jianjiahe opgenomen in de nationale zwemploeg voor de Aziatische Spelen 2018, die plaatsvonden in het Indonesische Jakarta. Op alle vier onderdelen waaraan ze deelnam, won Wang een gouden medaille. Ze won het goud op de 1500 meter vrije slag, een nieuw onderdeel op het programma van de Aziatische Spelen. Net als bij haar overwinningen op de twee kortere nummers, de 400 en 800 meter vrij, eindigde Li Bingjie achter Wang op de tweede plaats. Op beide nummers zwom Wang een nieuw kampioenschapsrecord. Samen met Li, Zhang en Yang won Wang ook de 4x200 meter estafette vrije slag.
Na de Aziatische Spelen verbeterde Wang in september en oktober 2018 al haar persoonlijke records op de kortebaan. Op 4 oktober zwom ze, als zestienjarige, een nieuw wereldrecord (senioren) op de 400 meter vrije slag. Ze verbeterde daarmee het wereldrecord van de Spaanse Mireia Belmonte, dat dateerde van augustus 2013. In december won Wang tweemaal goud op de wereldkampioenschappen kortebaanzwemmen 2018 in Hangzhou, waarvan één op een individueel nummer. Op de 800 meter bleef ze de nummer twee bijna vier seconden voor.

## Internationale toernooien
| jaar | Olympische Spelen | WK langebaan          | WK kortebaan                                                             | Aziatische Spelen                                                            |
| ---- | ----------------- | --------------------- | ------------------------------------------------------------------------ | ---------------------------------------------------------------------------- |
| 2018 |                   |                       | 5e 200 m vrije slag · 400 m vrije slag · 800 m vrije slag · 4×200 m vrij | 400 m vrije slag · 800 m vrije slag · 1500 m vrije slag · 4×200 m vrije slag |
| 2019 |                   | 12–28 juli in Gwangju |                                                                          |                                                                              |

## Persoonlijke records
Langebaan
| afstand          | tijd    | datum        | plaats  |
| ---------------- | ------- | ------------ | ------- |
| 200 m vrije slag | 1.57,60 | 2 maart 2018 | Atlanta |
| 400 m vrije slag | 3.54,63 | 3 maart 2018 | Atlanta |
| 800 m vrije slag | 8.18,09 | 1 maart 2018 | Atlanta |

Kortebaan
| afstand          | tijd    | datum             | plaats    |
| ---------------- | ------- | ----------------- | --------- |
| 50 m vrije slag  | 26,62   | 29 september 2018 | Eindhoven |
| 100 m vrije slag | 55,39   | 29 september 2018 | Eindhoven |
| 200 m vrije slag | 1.53,23 | 11 december 2018  | Hangzhou  |
| 400 m vrije slag | 3.53,97 | 4 oktober 2018    | Boedapest |
| 800 m vrije slag | 8.03,00 | 6 oktober 2018    | Boedapest |